# 東京臨海高速鉄道71-000形電車
東京臨海高速鉄道71-000形電車（とうきょうりんかいこうそくてつどう71-000がたでんしゃ）は、東京臨海高速鉄道が2025年度下期から導入する予定の通勤形電車。

## 概要
1996年3月のりんかい線の開業以来約30年間にわたり走り続けてきた70-000形に代わる新型車両として2025年度下期に営業運転を開始し、2025年度に3編成、2026年度に3編成、2027年度に2編成の全8編成80両が導入される予定で、製造は総合車両製作所新津事業所が担当する。

## 車両概説

### 車体
車体にはSustinaブランドを採用、凹凸の無い拡幅車体になっている。幅は150 mm拡大して混雑時の圧迫感を緩和している。前面形状は70-000形の丸みのある形を継承しつつ、前面上部のひさし形状が横方向への広がりを強調するようになっている。前面に衝撃吸収材を設置するとともに、車両構体の剛性を高めて衝撃時の安全性を高めている。

カラーリングは70-000形をもとに、「優しい微笑み」をイメージしている。側面のカラーリングは、ホームドアの高さを考慮して車両腰部から上部にかけて配置しており、エメラルドブルーのグラデーションで東京湾ウォーターフロントの水辺の空間を表現している。

### 車内
木目柄の妻部化粧板など70-000形の面影を残しつつ、白を基調として灰色や紺でまとめ、沿線の洗練された都市景観をイメージした。一般座席は灰色と青を基調としたブロック柄とし、都会的な雰囲気を表現していて、優先席はピンクを基調とした色とし、落ち着いた印象を持たせた。着席時の快適性向上のため、座席幅を1人あたり10 mm拡大するとともに、大型の袖仕切りを採用し、袖仕切りにガラスを用いることで開放感を高めた。
防犯カメラを全車両に搭載したほか、客室内に通話式非常通報装置を1車両あたり4台設置し、セキュリティ強化も図っている。バリアフリーのために床面高さを50 mm下げてホームとの段差を低減し、すべての車両にフリースペースを設置して車いす・ベビーカー利用者の利便性を向上させたほか、網棚やつり革を低くされる他、開いているドアの位置を聴覚的に知らせる誘導鈴も設置される。
照明は、影ができにくく柔らかい光となるものを採用する。
ドア上部に2画面の液晶ディスプレイを設置する。

## 主要機器
走行機器構成はE233系に準拠しており、この構成は相鉄12000系と同様である。列車情報管理装置のシステムや主要機器の二重化により、故障などの発生時に機能全体が停止することを回避する。

### 空調機器
空調装置の能力を現行の70-000形に比べて約20%向上させ、カビ・花粉・菌・ニオイなどに抑制効果がある機器も搭載する。

## 運用
甲種輸送
2024年11月20日に1本目の編成となるZ11編成が新津→新潟貨物ターミナル→高崎操車場→大崎の経路で東京総合車両センターへ甲種輸送された。最後尾の車両となった71-101編成の運転台にはりんかい線イメージキャラクターの「りんかる」のぬいぐるみが飾られており、その下に「はじめまして りんかい線 新型車両です」というメッセージカードが掲げられていた。
営業運転
2025年度下期から営業運転を開始する予定。

## 編成
編成は10両編成であり、車号は百の位が編成番号で、十の位と一の位が号車番号と合致する付番となっている。八潮車両基地での作業性や検修設備を考慮し、編成の構成は70-000形に準じている。
編成表
|              | ← 大崎新木場 → |              |             |             |              |             |             |              |             |             |
|              |                |              | ＜＞        |             |              | ＜          |             |              | ＜          |             |
| 形式         | 71-001 (Tc')   | 71-002 (M2') | 71-003 (M2) | 71-004 (T1) | 71-005 (M3') | 71-006 (M3) | 71-007 (T2) | 71-008 (M1') | 71-009 (M1) | 71-010 (Tc) |
| 搭載機器     | BT             | SIV・CP      | VVVF        |             | SIV・CP      | VVVF        |             | SIV・CP      | VVVF        | BT          |
| 定員         | 140(39)        | 158(51)      | 158(51)     | 158(51)     | 158(51)      | 158(51)     | 158(51)     | 158(51)      | 158(51)     | 140(39)     |
| 車両重量 (t) | 31.3           | 33.1         | 32.9        | 29.4 (29.7) | 30.2         | 32.2        | 29.1        | 33.1         | 32.3        | 31.1        |

- ＜：シングルアームパンタグラフ
- VVVF：VVVFインバータ装置
- CP：空気圧縮機
- SIV：補助電源装置（静止型インバータ）
- BT：蓄電池
- （）内の定員は座席定員
- （）内の車両重量はレール塗油器装備車両の数値